# Som do Coração
"Som do Coração" é uma canção gravada pela cantora brasileira Anitta, contida no seu primeiro álbum de estúdio Anitta (2013). Inspirada pelo "Medo do Monstro Compromisso", a música foi composta pela Anitta e Batutinha, com a produção e os arranjos sob o cargo do produtor musical da Anitta, Batutinha.

## Processo de composição
Anitta explicou que "Som do Coração" descreve o seu medo do amor e relacionamentos, e descreveu as suas letras como estando apaixonada pelo rapaz por todo o tempo, mas em vez de fugir, um continua a voltar para a mesma pessoa. Ela acrescentou que o medo em "Som do Coração" surgiu da sua necessidade de ter um relacionamento estável. Incorporando o uso de linhas do baixo pesadas, descendendo notas de teclado e refrães massivos, a faixa contém metáforas, é uma referência ao single de estreia da artista, "Meiga e Abusada" (2013).

## Divulgação e crítica
Anitta colaborou com Batutinha no processo de escrita e produção de "Som do Coração". A letra da mesma foi divulgada nas redes sociais da intérprete antes mesmo do lançamento oficial do álbum, no Facebook Anitta fez um vídeo cantando a acapella da mesma e também. 

### Crítica
Após o lançamento do álbum, "Som do Coração" recebeu críticas geralmente positivas. também observou que o álbum que contem o mesmo nome da cantora, provavelmente seria mais parecido com Teenage Dream da cantora norte-americana Katy Perry. Os críticos de música contemporânea apreciaram o arranjo musical da canção e consideraram-na como a melhor faixa de Anitta. Contudo, outros críticos não gostaram das suas letras. "Som do Coração" teve um sucesso comercial breve em 2013.

### Faixas e formatos
| Download digital |                  |                           |         |  |
| N.º              | Título           | Compositor(es)            | Duração |  |
| 1.               | "Som do Coração" | Larissa Machado Batutinha | 3:18    |  |